# ريتشارد إيفانز (مصمم ألعاب فيديو)
ريتشارد إيفانز (بالإنجليزية: Richard Evans)‏ هو مصمم ألعاب فيديو ‏ بريطاني، ولد في 23 أكتوبر 1969.